# Tectonito

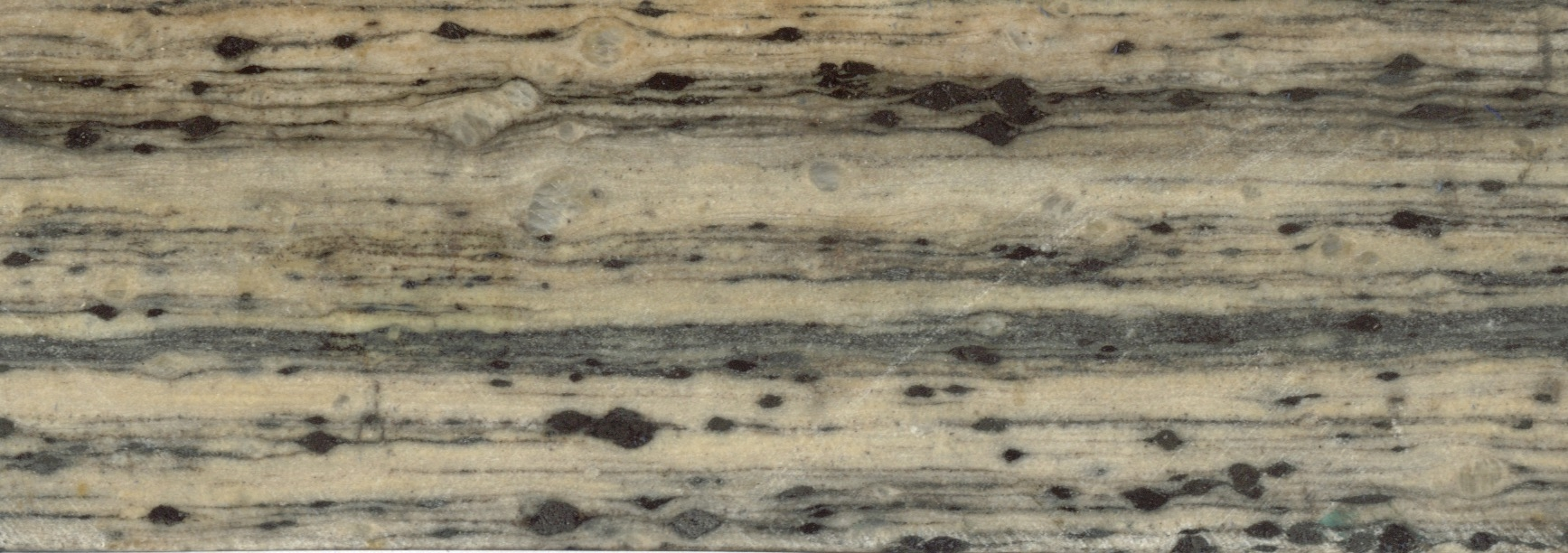
Tectonito L-S visto no plano do tecido S.

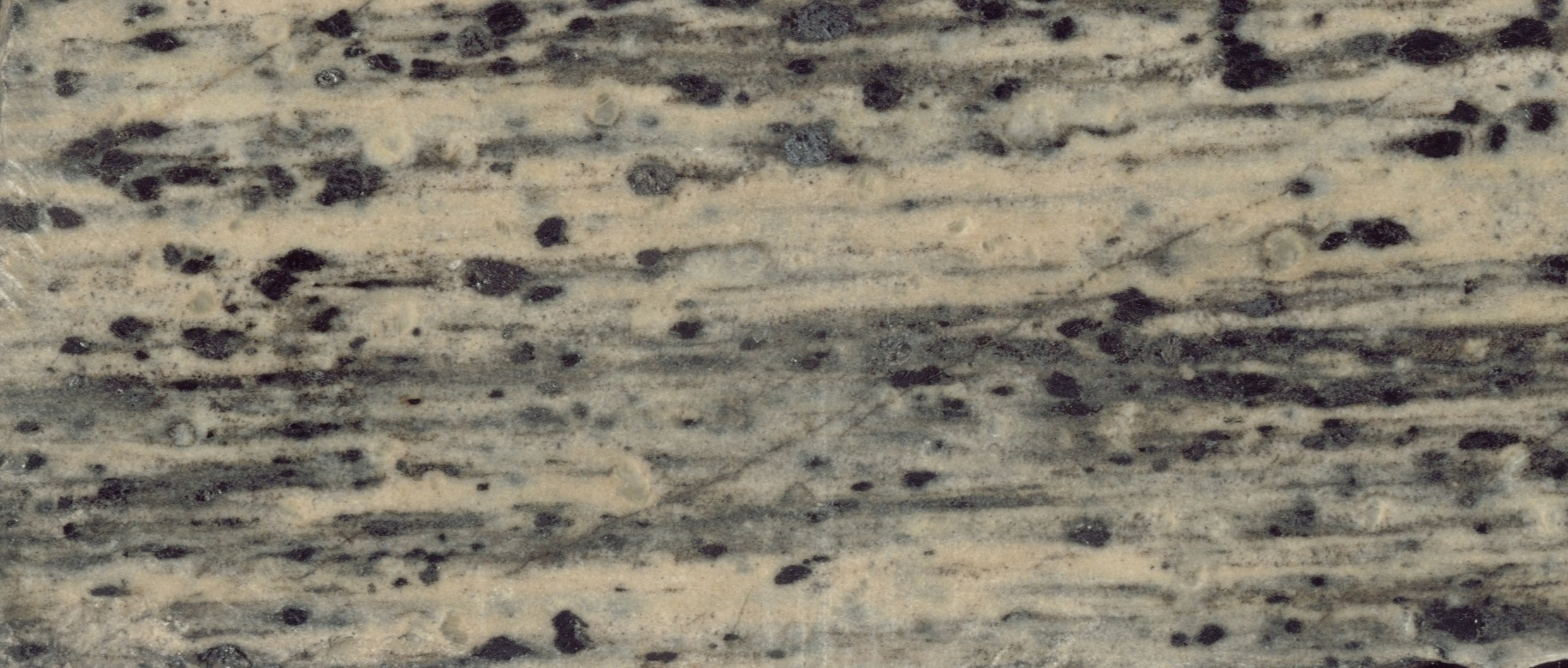
Tectonito L-S visto perpendicularmente ao plano do tecido S.

Tectonitos são rochas metamórficas tectonicamente deformadas cujo tecido reflecte a história da sua deformação, ou rochas com estrutura que exibe claramente características geométricas coordenadas que indicam um fluxo sólido contínuo (fluxo dúctil) durante a formação. A foliação planar resulta de uma orientação paralela de fases minerais plaqueadas, como os filossilicatos ou a grafite. Os cristais prismáticos delgados, como as anfíbolas, produzem uma lineação na qual estes prismas ou cristais colunares ficam alinhados.

## Descrição
Os tectonitos são rochas com minerais que foram afectados por forças tectónicas, o que permitiu que as suas orientações mudassem. Isso geralmente inclui a recristalização dinâmica de minerais e a formação de foliação. Os tectonitos são estudados através da análise estrutural e permitem a determinação de duas coisas:
- A orientação das tensões de cisalhamento e compressão durante o metamorfismo (dinâmico);
- As fases posteriores (ou finais) do metamorfismo.[2]

De acordo com a natureza da orientação mineral, existem três grupos principais de tectonitos: L-tectonitos, S-tectonitos e LS-tectonitos. Os diferentes tipos reflectem as diferentes formas de movimentação dos materiais constituintes:
- Os L-tectonitos estão alinhados num tecido linear, o que permite que a rocha se divida em formas de bastão devido aos dois planos que se intersectam. A foliação deste tipo não é forte.
- Os S-tectonitos apresentam tecidos predominantemente foliados, o que permite que a rocha se divida em placas paralelas à foliação. Existem poucos ou nenhuns tecidos lineares dentro dos tecidos de foliação.
- Os LS-tectonitos são a mistura perfeita dos dois, com fortes lineações e fortes foliações. Isto é causado pela rotação dos grãos em torno de eixos que são orientados ao longo das tendências das dobras.

## Classificação
- Tectonitos-S (do alemão, Schiefer para xisto) têm uma estrutura plana dominante (foliação) e podem indicar um tipo de tensão de achatamento, embora essa estrutura também possa ser devida a uma falta de minerais capazes de dar uma lineação, por exemplo, num milonito do tipo filonito.[1]
- Tectonitos-L têm um tecido linear dominante e geralmente indicam um tipo de tensão constritiva. Isso pode ser devido à falta de fases plaqueadas.[1]
- Tectonitos-L-S têm elementos de tecido linear e planar igualmente desenvolvidos e podem indicar uma deformação do tipo tensão plana. Muitos milonitos são tectonitos L-S consistentes com uma deformação por cisalhamento simples.[3]